# Spongia matamata
Spongia matamata är en svampdjursart som beskrevs av de Laubenfels 1954. Spongia matamata ingår i släktet Spongia och familjen Spongiidae. Inga underarter finns listade i Catalogue of Life.